# Iglesia de San Juan de Letrán (Juli)
La iglesia de San Juan de Letrán es un templo religioso de culto católico construido en estilo barroco-mestizo bajo la dedicación de San Juan de Letrán en la ciudad de Juli, es la capital de la provincia de Chucuito, del Departamento de Puno, en el sur del Perú.

## Historia
Este templo, ubicado en la plazuela de San Juan, fue construida a comienzo del siglo XVI, entre 1565 y 1602  por orden de los padres dominicos y concluida por los jesuitas. Esta iglesia también fue conocida como de San Juan Bautista.
En 2006 se ha concluido la primera etapa de su restauración, la que deberá estar totalmente concluida a mediados del 2007.

## Descripción
La construcción es en adobes (tierra apisonada) con espesores marcadamente variable en función de la altura. Las pequeñas ventanas tienen marcos de pan de oro, y están cerradas con láminas de piedra traslúcida.
La planta tiene forma de cruz latina, con una portada lateral barroca-mestiza en piedra labrada, con presencia de arte nativo aymara.
En su interior se destacan lienzos de escuelas: española, italiana, y cuzqueña, de grandes dimensiones y con importantes marqueterías de pan de oro. El altar mayor es en pan de oro y plata labrada.
Existe pasadizos secretos subterráneos bajo este templo y otras iglesias de la región, que se conectan y llevan a iglesias de otros departamentos como Cuzco y Arequipa.

## Galería de imágenes

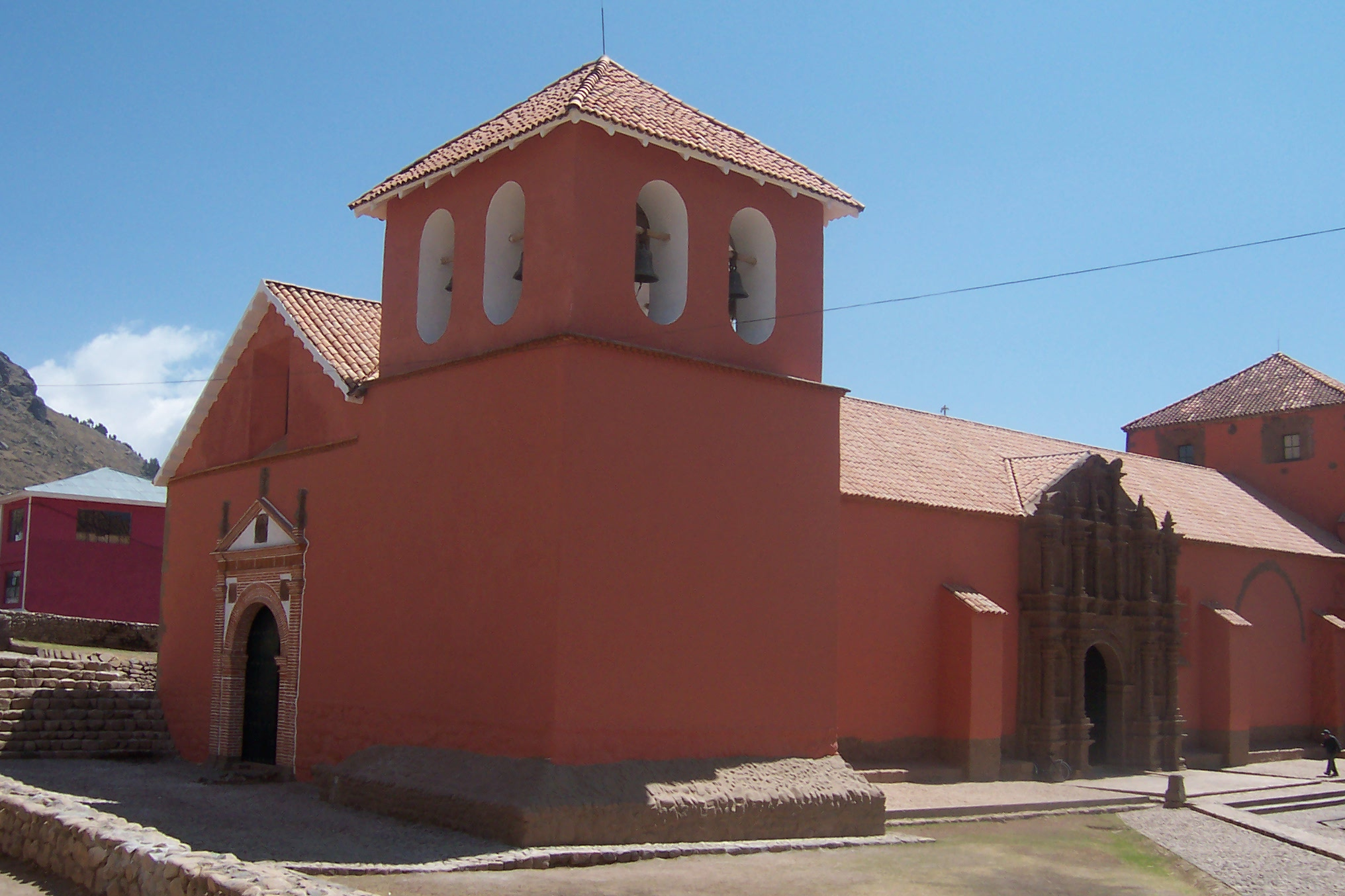
San Juan de Letrán
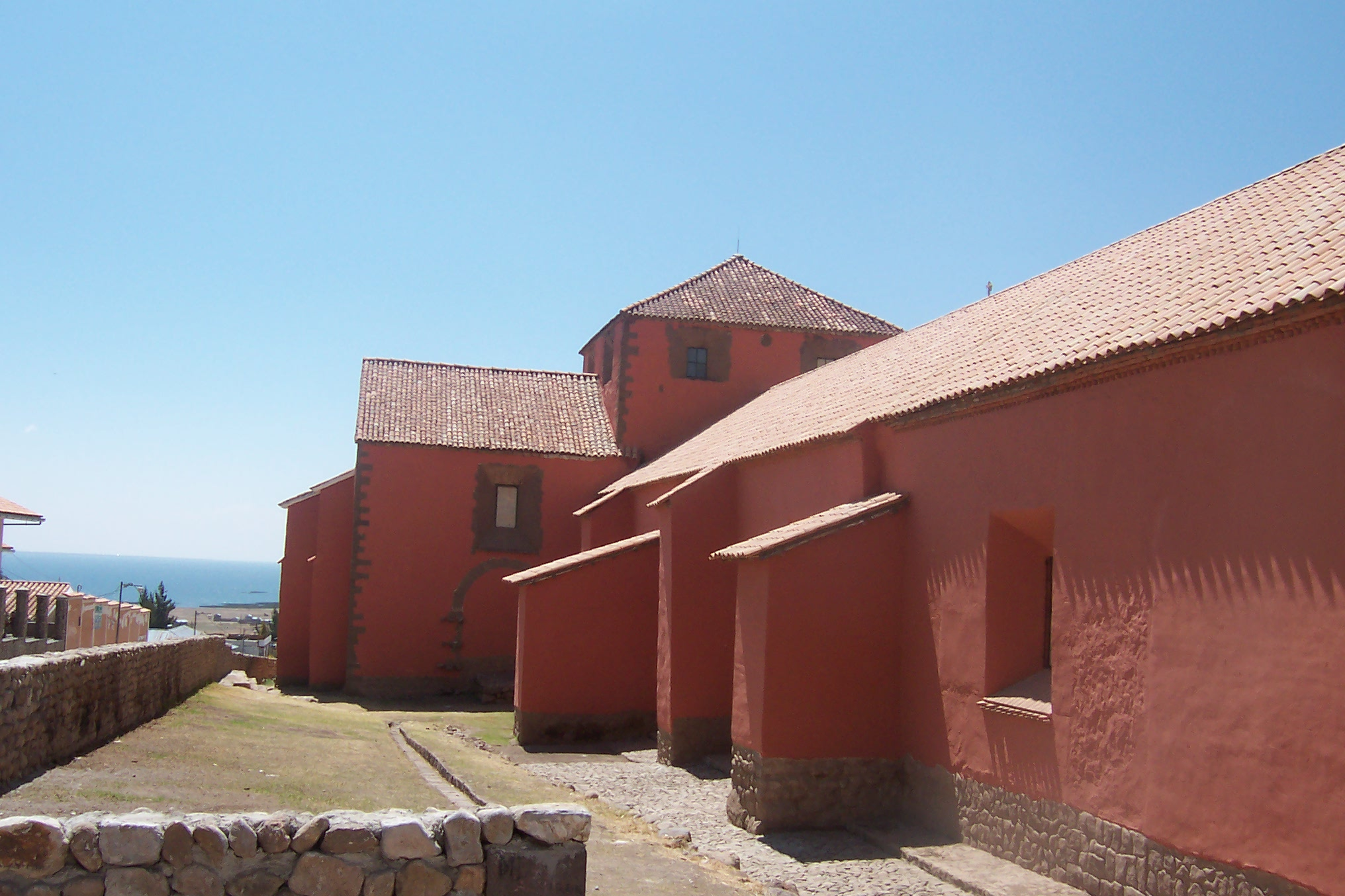
San Juan de Letrán
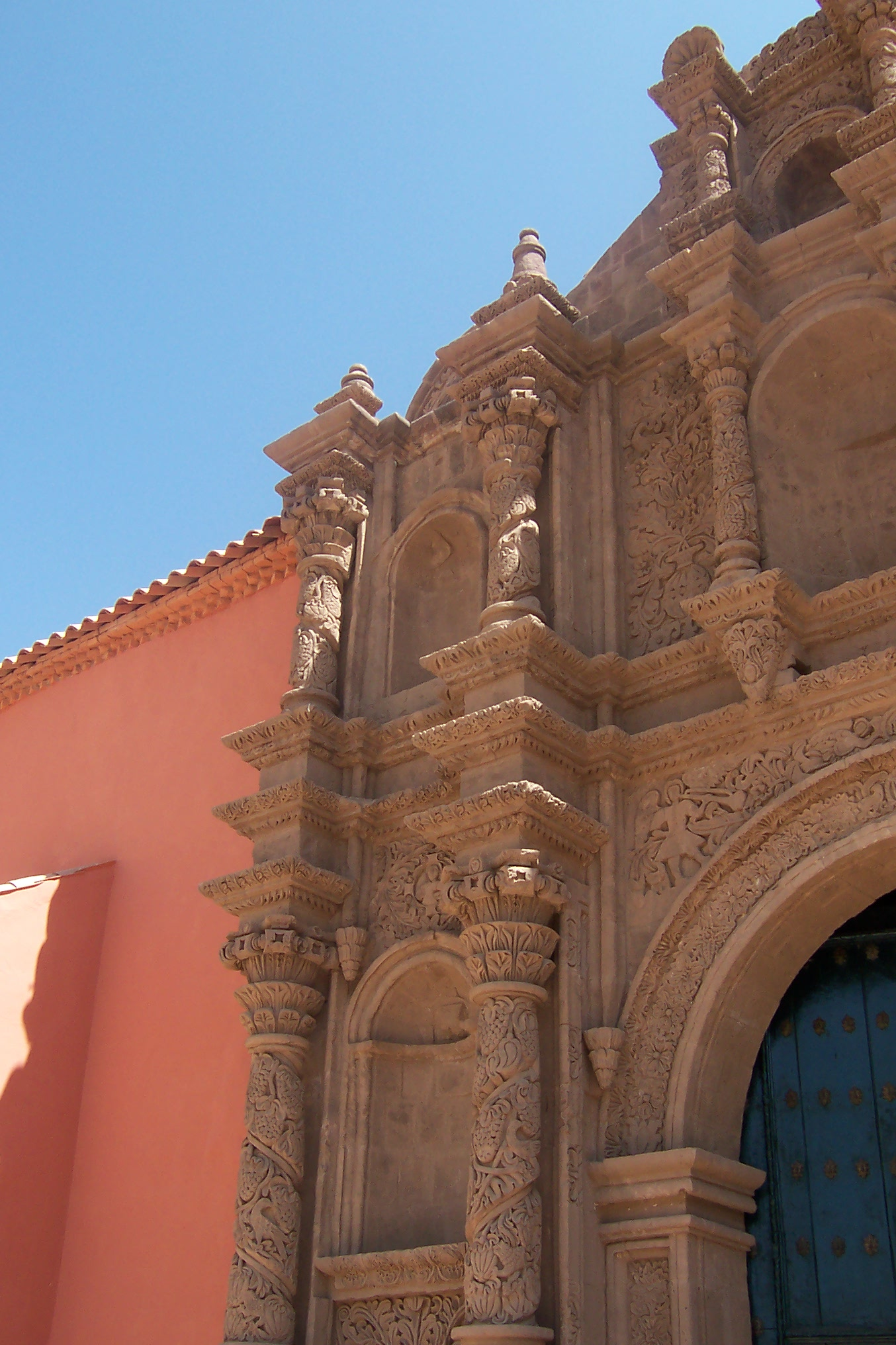
Detalle de la puerta lateral
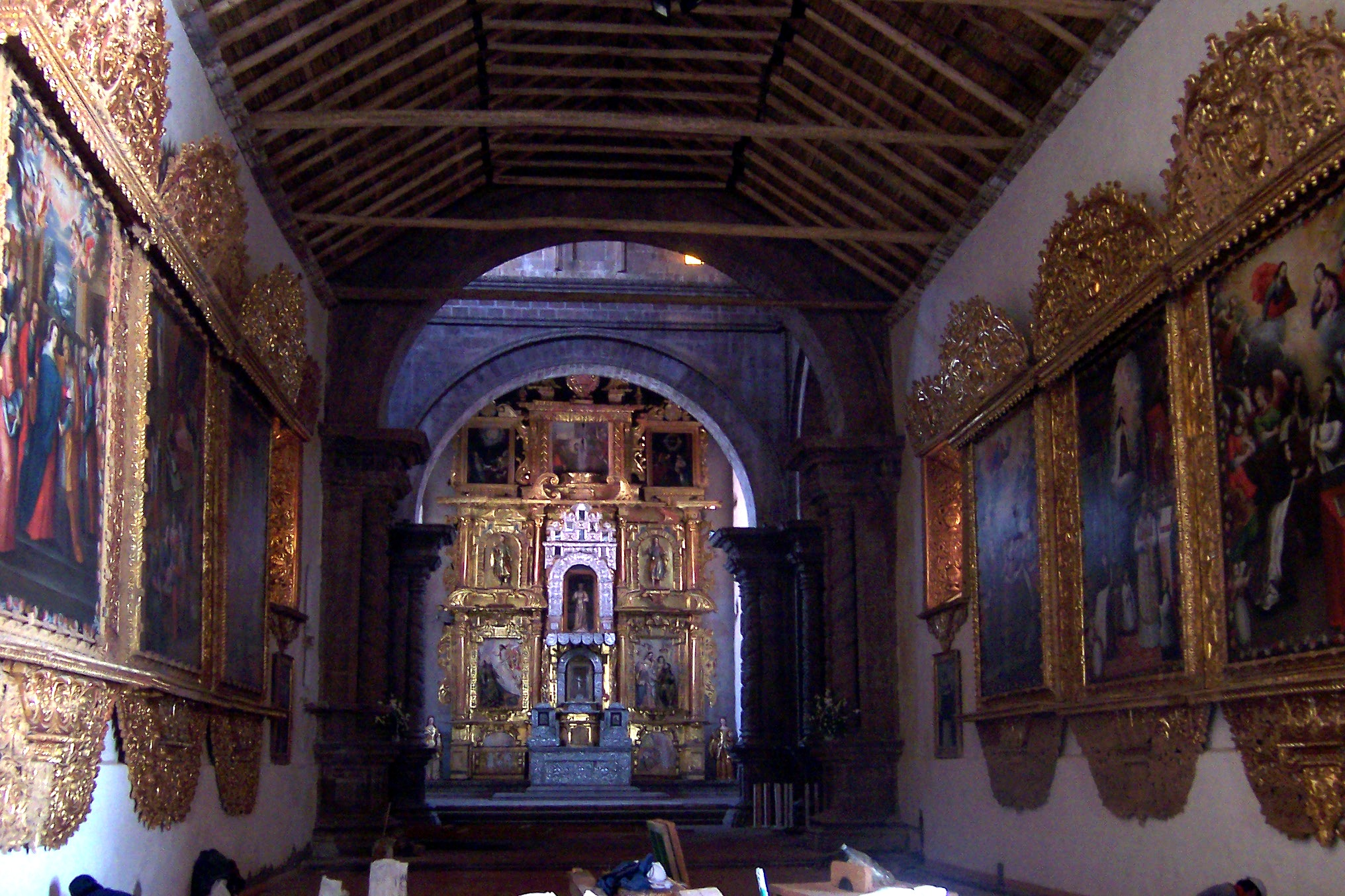
Altar mayor
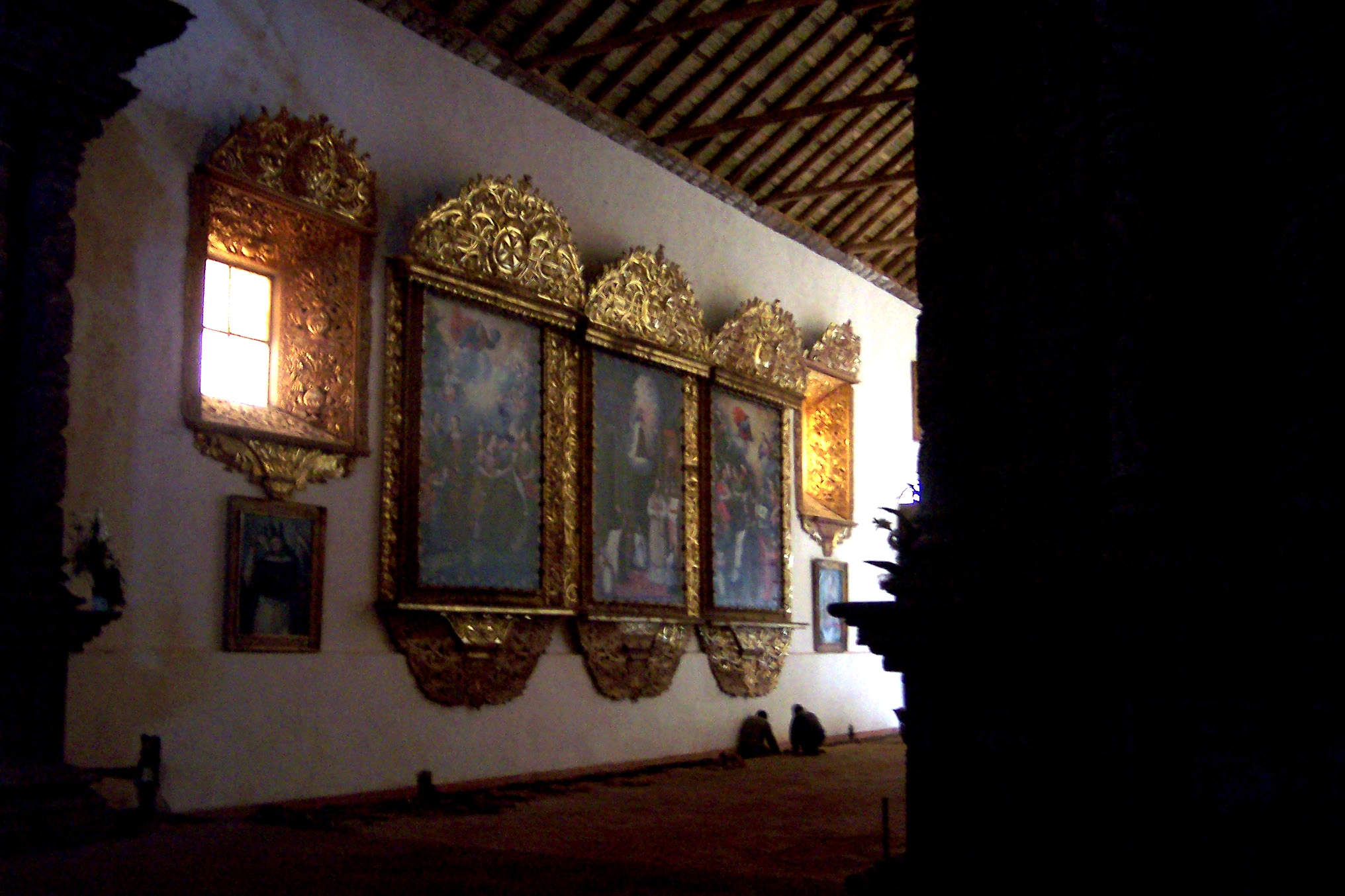
Interior